# Mosarejos
Mosarejos es una localidad española del municipio de Recuerda, perteneciente a la provincia de Soria, en la comunidad autónoma de Castilla y León.

## Geografía
Forma parte del partido judicial de El Burgo de Osma y de la comarca de las Tierras del Burgo.
Desde el punto de vista jerárquico de la Iglesia católica forma parte de la diócesis de Osma la cual, a su vez, pertenece a la archidiócesis de Burgos.

## Historia

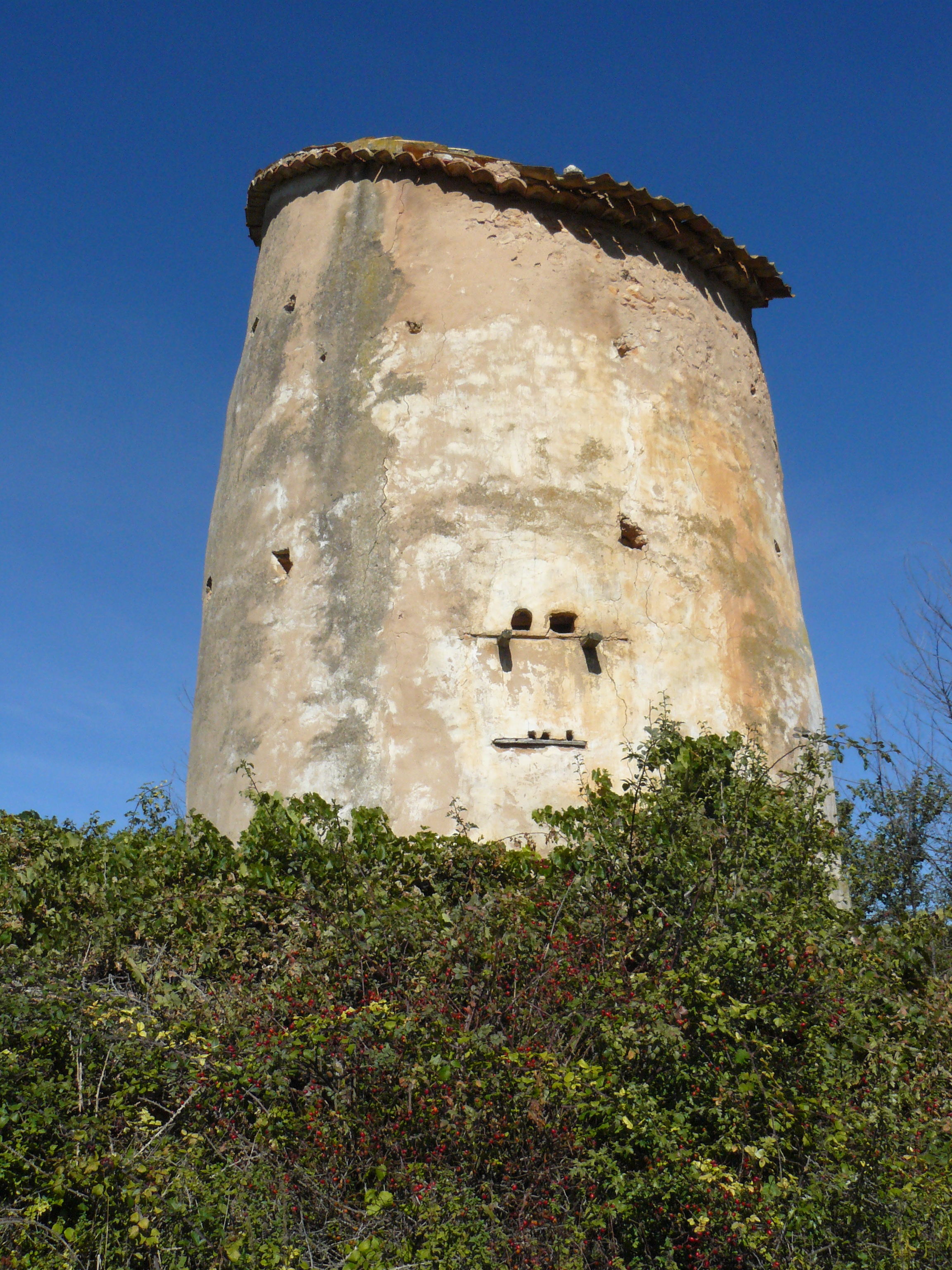
Atalaya reconvertida en palomar

Perteneció tras la reconquista de la zona al Alfoz de Gormaz, quedando su historia ligada a la villa de Gormaz hasta la liquidación de los señoríos en el siglo XIX.
En el censo de 1789, ordenado por el conde de Floridablanca,  figuraba como lugar del partido de Gormaz en la intendencia de Soria, con jurisdicción de señorío y bajo la autoridad del alcalde pedáneo, nombrado por el conde de Ribadavia. Contaba entonces con 84 habitantes.
A la caída del Antiguo Régimen la localidad se constituye en municipio constitucional  en la región de Castilla la Vieja, partido de El Burgo de Osma, que en el censo de 1842 contaba con 17 hogares y 70 vecinos. A mediados del siglo XIX, el lugar tenía contabilizadas 18 casas. Aparece descrito en el decimoprimer volumen del Diccionario geográfico-estadístico-histórico de España y sus posesiones de Ultramar de Pascual Madoz de la siguiente manera:

MOSAREJOS: l. con ayunt. en la prov. de Soria (10 leg.), part. jud. del Burgo (4), aud. terr. y c. g. de Burgos (24), dióc. de Osma (4). sit. en un valle y combatido por los vientos S. y O., goza de clima templado y sano: tiene 18 casas, la consistorial con cárcel; escuela de instruccion primaria, á cargo de un maestro, sacristan y secretario de ayunt., dotado con 20 fan. de trigo; una igl. parr. (Sto. Tomás Apóstol), matriz de la de Galapagares; un cementerio público, en posicion que no ofende a la salubridad; fuera de la pobl. aunque inmediata, se encuentra una fuente que provee al vecindario. térm.: confina con los de Recuerda, Galapagares, Nograles y Fresno. El terreno fertilizado por un pequeño arroyo, es pedregoso y de mediana calidad; comprende un monte poblado de enebros, y una deh. de pasto. caminos: los locales en regular estado. correo: se recibe y despacha en la cab. de part., por balijero. prod.: centeno, cebada, avena, nueces y algunas legumbres y pastos con los que se mantiene ganado lanar, cabrio y vacuno, abunda la caza de perdices, conejos y liebres. ind.: la agrícola y un molino harinero. comercio: esportacion del sobrante de frutos, é importacion de los art. que faltan. pobl.: 17 vec., 70 alm. cap. imp.: 7,176 rs., 26 mrs.
(Madoz, 1848, p. 619)

Entre el censo de 1857 y el anterior se integró en Recuerda.

## Demografía
En el año 2023 contaba con 1 habitante.
| Gráfica de evolución demográfica de Mosarejos (localidad) entre 2000 y 2023                      |
|                                                                                                  |
| Población de derecho (2000-2023) según los censos de población del INE a 1 de enero de cada año. |

## Patrimonio

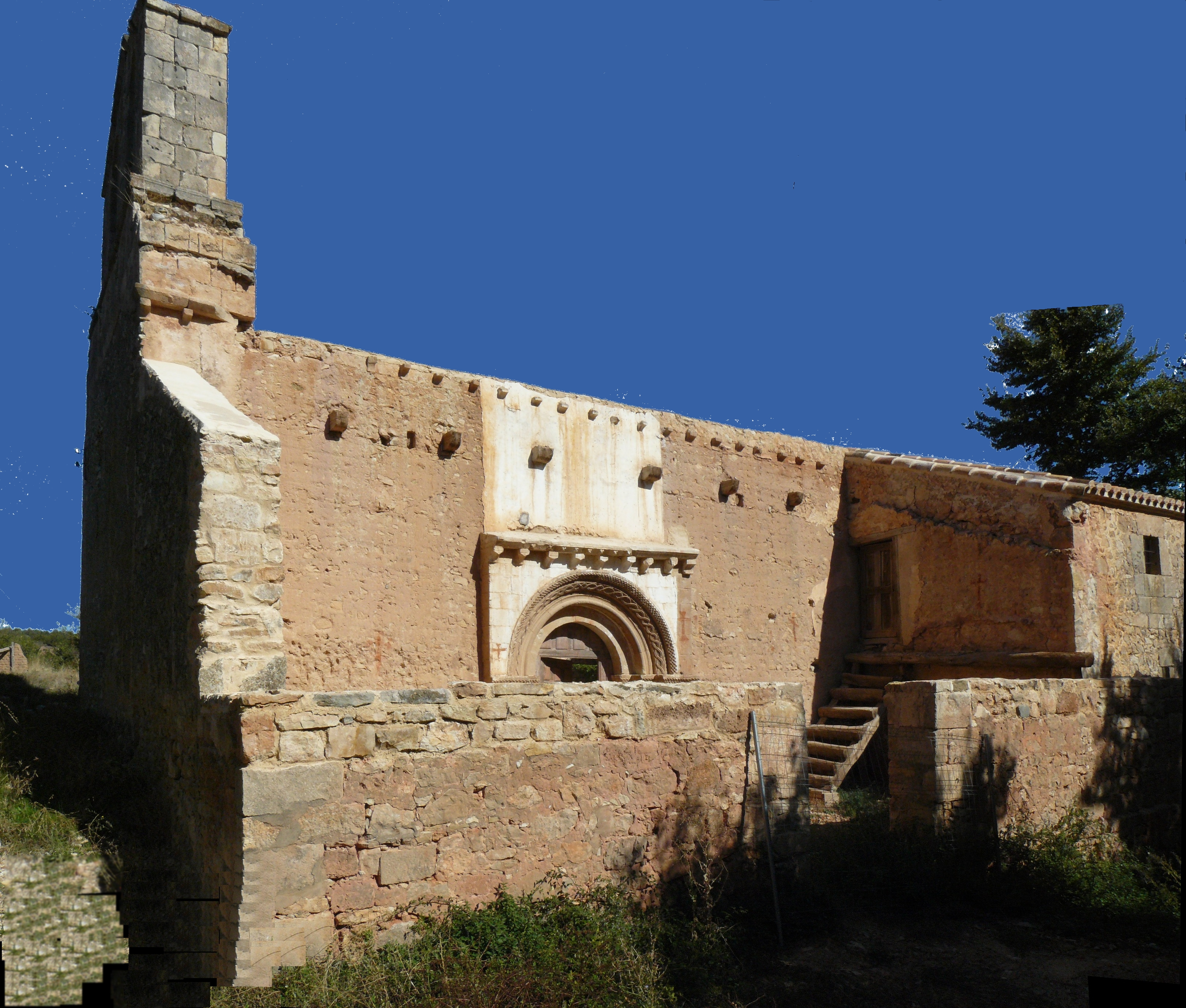
Iglesia de Mosarejos

- Iglesia de Mosarejos. Ruinas de la iglesia. De estilo románico.
- Atalaya de Mosarejos. Figura en el catálogo de Bienes Protegidos de la Junta de Castilla y León en la categoría de castillo con fecha de incoación 23 de mayo de 1983.[5]